# 惠廷頓鎮區 (阿肯色州加蘭縣)
惠廷頓鎮區（英語：Whittington Township）是位於美國阿肯色州加蘭縣的一個行政鎮區。

## 地方資料
惠廷頓鎮區的面積為426.96平方千米，當中陸地面積為421.68平方千米，而水域面積為5.28平方千米。根據2010年美國人口普查的數據，當地共有人口17599人，而人口密度為每平方千米41.22人。